# Бретан (линеен кораб, 1913)
Бретан (на френски: Bretagne) е френски линеен кораб. Главен кораб на втората серия френски линейни кораби от 1910-те години. Кръстен е в чест на френския регион Бретан. „Бретан“ и неговите систършипове по своите размери не превъзхождат предходния тип „Курбе“, ограничени от възможностите на наличните във френските военноморски бази докове. В годините на Първата световна война линкора „Бретан“ няма нито един изстрел по противника.

## История на службата
На 6 юни 1915 г. „Бретань“ отплава от Бреста и, след престой в Гибралтар, от 9 до 13 юни, пристига в Тулон. Тук от 20 юли преминава ходовите изпитания и изпитанията на въоръжението, които продължават до края на годината. На 10 февруари 1916 г. корабът официално влиза в състава на действащия флот.
През 1917 г. „Бретан“ се базира на о. Корфу. От 12 ноември до 6 декември корабът преминава докуване в Малта и отново се връща на рейд при Корфу. Контраадмирал Саго-Дювару, командир на 1-ва дивизия, на 11 юли вдига своя флаг на кораба и до 21 декември 1917 г. „Бретан“ е негов флагмански кораб.
На 18 февруари 1919 г. линкорът е изваден от състава на флота и до 18 октомври 1919 г., „Бретан“ преминава своята първа модернизация за увеличаване ефективността на артилерията на главния калибър.